# Augusto Pedro de Sousa
Augusto Pedro de Sousa (født 5. november 1968) er en tidligere brasiliansk fodboldspiller.